# ORP Piorun (1940)
ORP Piorun (G65) – brytyjski niszczyciel typu N, zwodowany 7 maja 1940 roku w stoczni Johna Browna w Clydebank jako HMS „Nerissa” (G65).
4 listopada 1940 roku został przekazany polskiej Marynarce Wojennej w zamian za utracony pod Narwikiem niszczyciel ORP „Grom”. W trakcie bitwy o Atlantyk uczestniczył w eskortowaniu 81 konwojów, wziął też udział w operacjach „Halberd”, „Husky”, „Tungsten”, „Neptune” oraz „Deadlight”. W maju 1941 roku wziął udział w operacji przeciw pancernikowi „Bismarck” – w nocy z 26 na 27 maja przez ponad godzinę utrzymywał kontakt bojowy z niemieckim okrętem liniowym i pod ogniem przeciwnika naprowadził nań pozostałe okręty alianckie. Uczestniczył w zwycięskich bitwach pod Ushant i pod Jersey. W 1946 roku został zwrócony brytyjskiej marynarce wojennej, w której do 1955 roku służył pod nazwą HMS „Noble”.

## Budowa okrętu

### Geneza niszczycieli typu N
Budowę niszczycieli typu N, do którego należał ORP „Piorun”, rozpoczęto na zamówienie Admiralicji brytyjskiej, która w marcu 1939 roku zdecydowała o konieczności szybkiego utworzenia kolejnej flotylli niszczycieli (czas budowy pierwszych okrętów serii określono na 18,5-22,5 miesiąca). Typ ten stanowił kontynuację udanej serii dużych niszczycieli typu J/K. Decyzja Admiralicji o budowie tego typu wynikała z napiętej sytuacji politycznej w Europie: wobec wzrostu prawdopodobieństwa wybuchu konfliktu zbrojnego za konieczne uznano zwiększenie stanu floty niszczycieli Royal Navy, a opóźnienia w budowie najnowszej serii dużych niszczycieli typu L/M, związane z brakiem wież artylerii głównej dla tych okrętów, oraz wysokie koszty ich budowy, wymusiły powrót do mniej wymagającego i sprawdzonego już w praktyce projektu typu J/K. Stępkę pod drugą jednostkę typu, nazwaną HMS „Nerissa”, położono 29 lipca 1939 roku w stoczni Johna Browna (John Brown Shipbuilding & Engineering Company Ltd.) w Clydebank, kadłub wodowano 7 maja 1940 roku.

### Przekazanie Marynarce Wojennej
W czasie kiedy trwały prace nad budową HMS „Nerissa”, polska Marynarka Wojenna (MW) doznała dotkliwej straty – 4 maja w Rombakkenfjordzie zatopiony został ORP „Grom”. Kilka dni po tym wydarzeniu szef sztabu Kierownictwa Marynarki Wojennej otrzymał pismo z Admiralicji brytyjskiej, z wyrazami współczucia z powodu tej straty oraz z deklaracją przekazania do dyspozycji rządu RP jednego z nowo budowanych w stoczniach brytyjskich niszczycieli. Okrętem, który zdecydowano przekazać MW była HMS „Nerissa”. Na przełomie sierpnia i września okręt został obsadzony przez załogę liczącą początkowo ok. 90 osób, spośród których większość stanowili ocalali członkowie załogi ORP „Grom”, do których dołączyli ochotnicy-żołnierze polscy przybywający z Francji. Dowództwo nad nimi objął komandor porucznik Eugeniusz Pławski. Na okręcie trwały prace wykończeniowe i dokonywano poprawek – zmieniano (tłumaczono na język polski) tabliczki opisowe, wprowadzano polskie standardy oznaczeń instalacji wewnętrznych (zmiany kolorystyki kabli, przewodów wodnych, przewodów pary itd.). W połowie października ukończono kompletowanie załogi. Okręt po uzupełnieniu zapasów wypłynął na redę Greenock, gdzie 4 listopada 1940 roku nastąpiło podpisanie protokołu odbiorczego okrętu – stocznię reprezentował wicedyrektor, natomiast stronę polską kmdr por. Pławski. Podniesienie polskiej bandery i oficjalne wcielenie do MW nastąpiło 5 listopada 1940 roku o godzinie 9.00. Odbiór okrętu tak wspominał kmdr Pławski:

Odbiór „Pioruna” odbył się bez przedstawicieli KMW [...]. Podpisałem [protokół odbiorczy], wypiliśmy po szklance sherry, wicedyrektor stoczni uścisnął mi rękę i z uśmiechem rzekł: She is yours. Good luck to you! [Okręt jest wasz. Powodzenia!] Na tym ceremonia się zakończyła. Na ORP „Piorun” została podniesiona bandera polska. W Polsce lub we Francji spędzilibyśmy więcej czasu przy odbiorze samochodu ciężarowego, aniżeli przy odbiorze okrętu w Anglii. A praktyka wykazała, że „gentlemens agreement” miał daleko większą wartość aniżeli skomplikowane umowy polsko-francuskie na „Wichry” czy „Wilki” [niszczyciele i okręty podwodne zamawiane we Francji w okresie międzywojennym].

Przekazanie okrętu nastąpiło na podstawie porozumienia pomiędzy rządem Rzeczypospolitej i rządem angielskim, regulującego współpracę Marynarki Wojennej i Royal Navy. Porozumienie to zawarto w Londynie w dniu 18 listopada 1939 roku, ze strony polskiej podpisał je ambasador RP Edward Raczyński, a ze strony rządu brytyjskiego podsekretarz stanu w ministerstwie spraw zagranicznych sir Alexander Cadogan. Układ, na mocy którego utworzono The Polish Naval Detachement in Great Britain (zobacz też: Historia Marynarki Wojennej), dopuszczał między innymi możliwość przekazywania okrętów angielskich Marynarce Wojennej RP – okręty po obsadzeniu polską załogą miały pływać pod dowództwem polskich oficerów i pod polską banderą. Załączone dodatkowe protokoły (kolejny protokół ujednoznaczniający dołączono 3 grudnia 1940 roku) regulowały prawa i obowiązki obydwu stron w tym zakresie (precyzowały m.in., że przekazywane okręty były wypożyczane MW i miały pozostać własnością rządu brytyjskiego) . HMS „Nerissa” był drugim niszczycielem przekazanym MW na podstawie tego porozumienia przez Admiralicję brytyjską – pierwszym był HMS „Garland”, który służył pod biało-czerwoną banderą jako ORP „Garland” od 3 maja 1940 roku.

## Nazwa
Brytyjska nazwa okrętu (HMS „Nerissa”) honorowała indyjską księżniczkę. Polska nazwa (ORP „Piorun”) wpisywała się w tradycję nadawania niszczycielom nazw związanych ze zjawiskami atmosferycznymi  , stanowiła też nawiązanie do nazwy utraconego ORP „Grom” i była ukłonem w stronę Brytyjczyków, od których okręt wydzierżawiono – zarówno „piorun”, jak i „grom” tłumaczy się na angielski jako thunderbolt.
Okręt otrzymał taktyczny znak burtowy G 65, malowany na obu burtach na wysokości głównego stanowiska dowodzenia oraz na pawęży rufowej. Na tablicy na głównym stanowisku dowodzenia i na pawęży rufowej namalowany był herb Polski.

## Opis konstrukcji
„Piorun” należał do jednego z najnowocześniejszych typów brytyjskich niszczycieli. Przy długości 108,65 m (między pionami: 103,33 m), szerokości 10,85 m i zanurzeniu 3,5 m (maksymalnym 3,95 m) wyporność wynosiła 1777 ton (przy pełnym obciążeniu – 2384 tony).
Okręt miał niską sylwetkę z pojedynczym kominem, co wiązało się z liniowym układem siłowni z jedną maszynownią i kotłowniami umieszczonymi w sąsiedztwie. Konstrukcja kadłuba oparta była na podłużnym układzie wiązań (w miejsce klasycznego poprzecznego), co zapewniało większą jego wytrzymałość i zmniejszało ryzyko przełamania okrętu na fali . Kształt dziobnicy cechował się wprawdzie wychyleniem mniejszym niż w niszczycielach typu Tribal, lecz zapewniał lepsze własności morskie – w przeciwieństwie do Tribali stanowisko działa A nie było tak często zalewane podczas złej pogody . Okręt wyposażony był w dwie kotwice na dziobie. Nadbudówka dziobowa była relatywnie niska, z zakrytą sterówką i odkrytym mostkiem nad nią, z klinowo zwężającą się przednią ścianą, ściętą u góry. Na dachu nadbudówki była umieszczona wieża standardowego punktu kierowania ogniem artylerii DCT i za nią stanowisko dalmierza głównego. Mostek niszczycieli tego typu uznawano za najlepiej rozplanowany w porównaniu do pozostałych niszczycieli Royal Navy .
Na dziobie umieszczono dwa stanowiska dział artylerii głównej w superpozycji, na rufie zaś pojedyncze stanowisko na nadbudówce rufowej. Tuż za nadbudówką znajdował się trójnożny maszt główny, a za nim komin. Na wysokości nadbudówki, przed masztem głównym, znajdował się też uskok pokładu dziobowego. Za kominem na podwyższeniu znajdowało się stanowisko 40 mm „pom-poma”, za nim z kolei pięciorurowa wyrzutnia torpedowa kal. 533 mm, umieszczona w osi symetrii okrętu. Dalej w kierunku rufy znajdowała się nadbudówka z zapasowym stanowiskiem dowodzenia, na którym umieszczono platformę z reflektorem. Między nią a nadbudówką rufową usytuowano stanowisko armaty uniwersalnej 102 mm oraz miotacze bomb głębinowych. Na rufie znajdowała się zrzutnia bomb głębinowych, wyposażenie trału oraz pojemniki z urządzeniami do wytwarzania zasłony dymnej.
W części dziobowej kadłuba znajdowały się pomieszczenia marynarzy i podoficerów, pod nimi ulokowane były magazyny i zbiorniki paliwa. Śródokręcie zajmowały kotłownie, maszynownia i przekładnia. W części rufowej znajdowały się pomieszczenia oficerskie, pod nimi magazyny i zbiorniki paliwa, za nimi ulokowane było pomieszczenie maszynki sterowej.
Napęd stanowiły dwie turbiny parowe systemu Parsonsa, do których parę produkowały dwa trójwalczakowe kotły typu Admiralicji. Całkowita moc maszyn wynosiła 40 000 KM i zapewniała uzyskiwanie prędkości maksymalnej 36 węzłów. Okręt miał dwie śruby. Jego zbiorniki mogły pomieścić 484 tony (491 ton) paliwa, co zapewniało zasięg pływania 5500 mil morskich przy prędkości 15 węzłów (3700 Mm przy 20 węzłach). Załogę etatową stanowiło 183 oficerów i marynarzy.

### Uzbrojenie

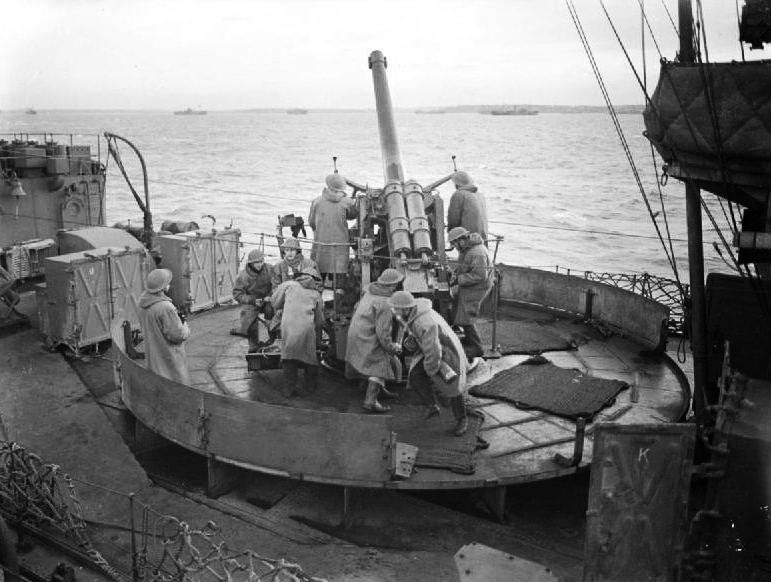
Obsługa armaty uniwersalnej 102 mm QF Mk V na śródokręciu „Pioruna” podczas ćwiczeń strzeleckich

Uzbrojenie okrętu w chwili przekazania Marynarce Wojennej stanowiło:
- 6 dział 120 mm QF Mk XII na podstawie CP Mk XIX (3xII) na stanowiskach A i B (z kątem ostrzału 320° w poziomie i 40° w pionie) oraz X (z kątem ostrzału 340° w poziomie i od –10° do +40° w pionie). Długość luf armat wynosiła L/45 (45 kalibrów), donośność maksymalna 15 500 m, szybkostrzelność 10-12 strzałów na minutę. Amunicja rozdzielnego ładowania, masa pocisku wynosiła 22,68 kg, zapas amunicji stanowiło po 250 pocisków na działo + 50 pocisków oświetlających na okręt. Wieże miały napęd elektryczny (przy każdej znajdował się silnik o mocy 70 KM), kąt podniesienia armat regulowały siłowniki hydrauliczne (TURBO), zapewniające prędkość kątową w pionie i poziomie 10° na sekundę. Masa wieży wynosiła 25 500 kg[28] ,
- 1 działo 102 mm QF Mk V na podstawie HA Mk III przed nadbudówką rufową. Długość lufy armaty wynosiła L/45, kąt podniesienia +80°, masa pocisku 14,06 kg, donośność w pionie do ok. 9450 m, szybkostrzelność 10-15 strzałów na minutę. Armata strzelała amunicją scaloną, jej zapas wynosił około 150 sztuk[29] ,
- 4 działka 40 mm QF HA Mk VIII (1xIV) (pom-pom) na podstawie Mk VII. Długość lufy armat wynosiła L/39. Armaty strzelały amunicją zespoloną 40x158R, masa naboju odłamkowego HE HV wynosiła 1,3 kg. Amunicja do zamka dosyłana była z podajników mieszczących po 112 sztuk nabojów, podajniki te mogły być ręcznie doładowywane modułami zawierającymi po 14 sztuk nabojów. Lufy armat chłodzone były wodą. Naprowadzanie na cel było ręczne/hydrauliczne, celowniki optyczno-mechaniczne. Zasięg ognia do celów powietrznych około 3500–3960 m (skuteczny – około 1550 m), szybkostrzelność około 98 strzałów na minutę. Masa podstawy wynosiła 8,58 tony, kąt ostrzału w pionie od -10° do +80°, prędkość obrotu 15-25° na sekundę[30][31] ,
- 8 wkm 12,7 mm Mk III (2xIV) na pomostach przy głównym stanowisku dowodzenia (GSD). Lufa karabinu miała długość L/62, była chłodzona wodą, szybkostrzelność dochodziła do 700 strzałów na minutę. Amunicja podawana była z 200 nabojowych pojemników bębnowych. Maksymalny zasięg strzału wynosił 4570 m, zasięg skutecznego ognia – około 730 m[32] ,
- 5-rurowa wyrzutnia torpedowa 533 mm typu PR Mk II (1xV), torpedy Mark IX. Głowica torpedy zawierała 340 kg TNT, napęd stanowił silnik Brotherhooda, zasilany sprężonym powietrzem i naftą, o mocy 264 KM. Zapewniał on zasięg 9,6 km przy prędkości 36 węzłów (12,4 km przy 30 węzłach)[33] . Okręt przenosił zapas 8 torped[34],
- 2 miotacze Thornycrofta i 1 zrzutnia bomb głębinowych[e]. Zapas stanowiły 42 bomby głębinowe (typ D)[34].

### Wyposażenie
Okręt wyposażony był w ASDIC typu AS 30 DCs. Dane do prowadzenia ognia artyleryjskiego wypracowywało stanowisko kierowania ogniem z dalocelownikiem DCT Mk II i dalmierzem Mk IV – TRM o bazie 3,7 m w wieżyczce na nadbudówce głównej. Okręt wyposażony był w radar typ 286M (z anteną na maszcie głównym).
Ponadto okręt był wyposażony w radionamiernik HD/DF opracowany przez Wacława Struszyńskiego.
Wyposażenie ratunkowe stanowiły dwa barkasy, łódź wiosłowa, motorówka oraz tratwy ratunkowe. W trakcie służby jeden z barkasów usunięto, zwiększono natomiast liczbę tratw ratunkowych.
Okręt miał parawan przeciwminowy typu TSDS (Two Speed Destroyer Sweep).

### Malowanie
W chwili przejęcia przez MW „Piorun” pomalowany był kolorem ciemnoszarym, część podwodna natomiast farbą w kolorze rdzawoczerwonym. Na linii wodnej szeroki pas rozdzielający obydwa kolory był czarny. W chwili przyjęcia do 7. Flotylli niszczycieli Home Fleet na kominie namalowano jej znak rozpoznawczy: dwa poziome, białe pasy. Schemat kamuflażu okrętu ulegał w trakcie służby wielokrotnym zmianom. W 1942 roku okręt otrzymał kamuflaż Western Approaches (ostro załamywane segmenty w kolorach białym i szaroniebieskim o jasnym odcieniu) – na początku 1943 roku zmieniono kolor szaroniebieski na ciemniejszy odcień. W kwietniu 1943 na czas kampanii na Morzu Śródziemnym okręt otrzymał kamuflaż Admiralty Disruptive (Modified Light) for JKN (duże segmenty o nieregularnych kształtach, z liniami łagodnymi, w kolorach szarym i szaroniebieskim), a w grudniu 1943 czterokolorową wersję kamuflażu Admiralty Light Disruptive (jasnoszare tło, na którym znajdowały się zaokrąglone plamy w kolorze szarozielonym, szaroniebieskim i jasnym szaroniebieskim). W chwili włączenia do 10. Flotylli pomalowano okręt zgodnie ze schematem Special Home Fleet Destroyers Design (ostro załamywane kształty plam barwy jasnoszarej, ciemnoszarej, szaroniebieskiej w przedniej części kadłuba, tył: jednolicie ciemnoszary). Na początku 1945 roku zmieniono kamuflaż na Admiralty Standard Scheme (jasnoszara barwa większości kadłuba, ciemnoniebieskie burty do wysokości niższego pokładu głównego od działa nr 1 na dziobie do linii śrub na rufie). W chwili zwrócenia Royal Navy okręt pomalowany był jednolicie na kolor jasnoszary.

### Modernizacje
W trakcie wyposażania okrętu i podczas działań wojennych dokonywano zmian w wyposażeniu okrętu. W listopadzie 1940 roku w miejsce wkm-ów przy GSD zamontowano dwa pojedyncze działka Oerlikon 20 mm, kolejne dwa tego typu działka ustawiono na pomostach przy zapasowym stanowisku dowodzenia na śródokręciu (przy platformie reflektora). W 1944 roku w miejsce działek Oerlikona przy GSD zamontowano podwójne działka 20 mm Oerlikon Mk V (2xII – wieżyczki z osłonami i napędem hydraulicznym) oraz dodano dwa pojedyncze 20 mm Oerlikony na rufie.
W 1941 roku na wieży dalmierza zamontowany został radar typu 285. W 1941 roku radar na maszcie zastąpiono radarem typ 291, w 1944 roku dodano radary 271 i 251 na nadbudówce reflektora głównego. W trakcie działań wojennych okręt wyposażono także w radionamierniki HF/DF FH3, „grzechotkę” – urządzenie zakłócające działanie systemów naprowadzania niemieckich torped akustycznych, hiperboliczny system nawigacji QH3, a także system do zakłócania pracy niemieckich radarów artyleryjskich.

## Przebieg służby
ORP „Piorun” organizacyjnie należał do polskiego Dywizjonu Niszczycieli (wcielony 20 grudnia 1940 roku rozkazem szefa KMW, wiceadmirała J. Świrskiego), jednak przydzielany był według potrzeb operacyjnych Admiralicji brytyjskiej, zgodnie z postanowieniami porozumienia o współpracy MW i RN.

### Na Atlantyku, 1940–1942

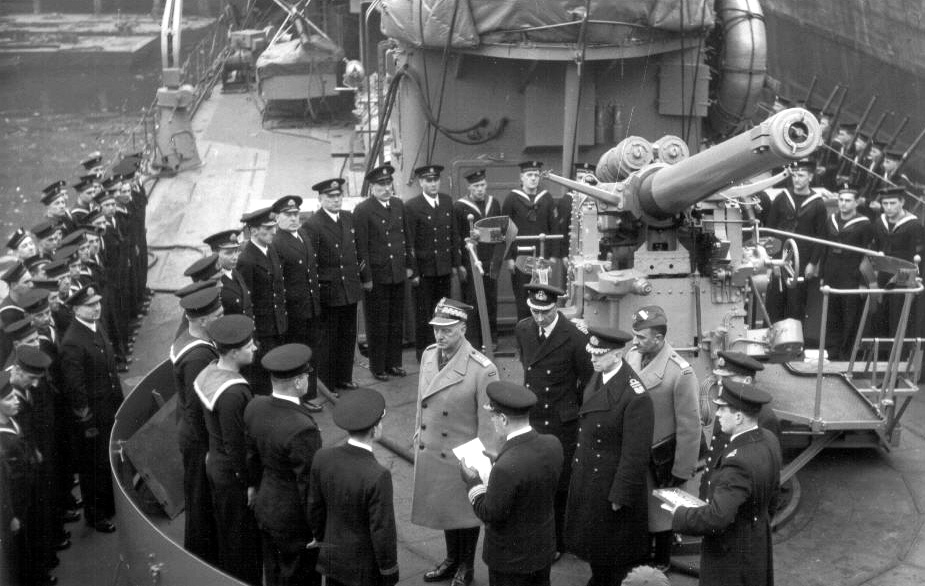
Gen. Władysław Sikorski podczas wizyty na „Piorunie” w 1941 roku wręcza odznaczenia marynarzom

Pierwszym przydziałem była służba eskortowa w „Western Approaches” (rejon odpowiedzialności obejmujący zachodnie podejścia do Wysp Brytyjskich), w 10. grupie eskortowej pod dowództwem kmdr. D.K. Baina (Destroyer Captain), stacjonującej w Greenock . Okręt bazował w Scapa Flow, Greenock i Gourock. Podczas postoju w Gourock 26 grudnia 1940 roku ORP „Piorun” (i stojąca w burtę ORP „Błyskawica”) były wizytowane przez Naczelnego Wodza Polskich Sił Zbrojnych – gen. Władysława Sikorskiego. Okręt wraz z innymi niszczycielami 7. flotylli niszczycieli komandora S.H.T. Arlissa uczestniczył w eskortowaniu konwojów. 11 stycznia w Scapa Flow z powodu zatankowania zanieczyszczonej wodą morską ropy okręt stracił zdolność manewrową, doznał uszkodzeń i stracił kotwicę podczas akcji mającej uchronić okręt przed wyrzuceniem na skały. Remont trwał kilka dni. 25 stycznia 1941 roku okręt wyszedł z portu jako eskorta głównych siły Home Fleet podczas nieudanej akcji mającej na celu przechwycenie niemieckich okrętów liniowych „Scharnhorst” i „Gneisenau”. 28 stycznia na Atlantyku wskutek uderzeń dużych fal doszło do niewielkich pęknięć pokładu i innych uszkodzeń. Naprawa z udziałem warsztatowca HMS „Maidstone” trwała do 5 lutego. Od 8 lutego okręt był ponownie w służbie konwojowej i na patrolach przeciwko okrętom podwodnym. 23 stycznia 1941 roku powrócił do Greenock, skąd wyruszył do Glasgow na remont. W nocy z 13 na 14 marca podczas bombardowania miasta i stoczni przez niemieckie samoloty dwie bomby zapalające trafiły „Pioruna”, jednak dzięki sprawnej akcji ratowniczej usunięto je, zanim wybuchły. Załoga „Pioruna” uczestniczyła ponadto w gaszeniu pożarów na sąsiadujących okrętach (m.in. na budowanym pancerniku HMS „Duke of York” oraz eskortowcu typu Hunt) oraz ogniem artyleryjskim niszczyła zrzucane na spadochronach miny. Za swą postawę załoga otrzymała pochwałę od szefa KMW. Od 24 marca okręt był ponownie w służbie konwojowej. Od 5 do 12 kwietnia eskortował konwój, w którym znajdował się pancernik HMS „Resolution”, na pokładzie którego w podróż do Stanów Zjednoczonych udawał się gen. Sikorski. 13 kwietnia został odkomenderowany z eskorty konwoju w celu udzielenia pomocy krążownikowi pomocniczemu HMS „Rajputana”, który został storpedowany przez U-boota. „Piorun” wraz z niszczycielem HMS „Legion” uratowali około 285 rozbitków z tego okrętu. W drodze powrotnej z Reykjavíku do Greenock „Piorun” eskortował konwój, w skład którego wchodził m/s „Batory”. 20 kwietnia „Piorun” uratował 2 rozbitków z trawlera HMS „Topaz”.

#### W pościgu za „Bismarckiem”

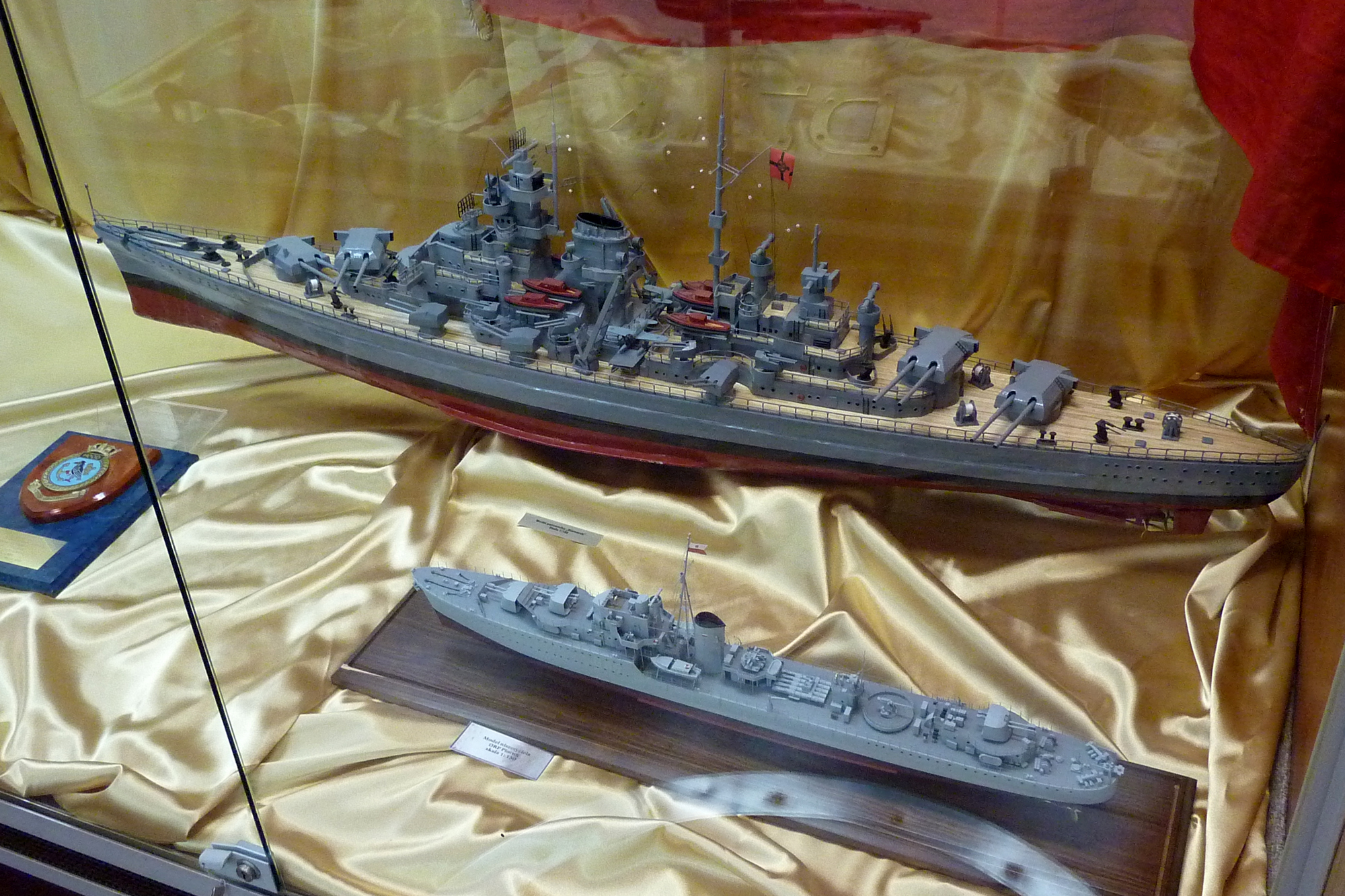
Porównanie wielkości niszczyciela ORP „Piorun” i pancernika „Bismarck”, modele w skali 1:150

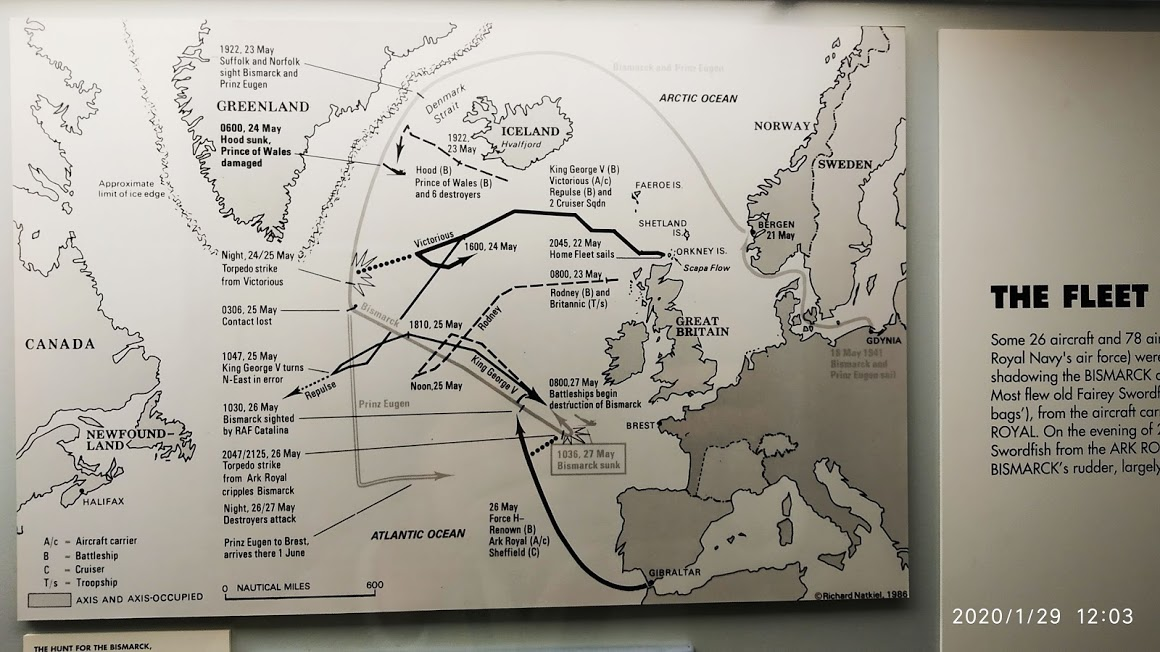
Liverpool, Muzeum Morskie. Plansza prezentująca chronologię pościgu i zatopienia "Bismarcka". Walka ORP "Piorun" umieszczona pod ogólnym określeniem "atak niszczycieli"...

22 maja 1941 roku „Piorun” dołączył do konwoju WS8B jako lokalna eskorta w rejonie odpowiedzialności „Western Approaches”. Jednak już 26 maja o godz. 4.00 dowodzona przez kmdr. Ph. Viana 4. flotylla niszczycieli, do której przydzielony był „Piorun”, otrzymała rozkaz opuszczenia konwoju WS8B i dołączenia do pancerników HMS „Rodney” i HMS „King George V”, poszukujących niemieckiej grupy operacyjnej składającej się z pancernika „Bismarck” i krążownika „Prinz Eugen” pod dowództwem wiceadmirała Günthera Lütjensa, wracającej do baz po zatopieniu krążownika liniowego HMS „Hood” i uszkodzeniu pancernika HMS „Prince of Wales”. O godz. 8.00 26 maja po otrzymaniu meldunku z wodnosamolotu Catalina o pozycji „Bismarcka” kmdr Vian nakazał koncentrację okrętów 4. flotylli, a następnie rozwinięcie w szyk czołowy na kursie 135°, z zamiarem odnalezienia „Bismarcka” i utrzymania z nim kontaktu do czasu przybycia głównych sił floty (kmdr Vian zignorował rozkaz dołączenia do pancerników Home Fleet z tego względu, że okręty flotylli były najbliżej ostatniej raportowanej pozycji „Bismarcka”, a zbliżająca się noc i sztormowa pogoda stwarzały szansę na to, że niemiecki pancernik wymknie się niezauważony). „Piorun” zajął pozycję na lewym skrzydle szyku. Obrany kurs i sztormowa pogoda powodowały, że niszczyciele flotylli miały problemy ze sterownością, na „Piorunie” przechyły przekraczały 60°, fala odwracała okręt o 120°-150° w stosunku do zadanego kursu, podobne problemy miał sąsiad w szyku, HMS „Maori”. Tego samego dnia, 26 maja, o godzinie 22.37 mat Edward Dolecki, szef wachty sygnałowej „Pioruna”, zameldował wykrycie okrętu 20° na prawo od dziobu, w odległości ok. 16 000 jardów – był to poszukiwany pancernik niemiecki, który w odpowiedzi na sygnały rozpoznawcze rozpoczął ostrzał „Pioruna” z dział artylerii średniej. Kmdr por. Pławski rozkazał powiadomić kmdr. Viana o pozycji „Bismarcka”, i, przychylając się do próśb kpt. mar. K. Hessa, oficera artylerii na „Piorunie”, oraz innych oficerów obecnych na mostku o otwarcie ognia, o godzinie 22.50 wydał rozkaz:

Trzy salwy na cześć Polski!

„Piorun” nim rozpoczął atak "Bismarcka" nadał jeszcze w jego stronę "Jestem Polakiem, jestem Polakiem". Polski okręt wiązał bojem okręt niemiecki przez ponad godzinę, odległość między okrętami okresowo malała do ok. 7 km, zmuszając „Bismarcka” do otwarcia ognia także z dział artylerii głównej. Salwy niemieckie padały blisko polskiego okrętu, jednak dzięki dobremu manewrowaniu i stosowaniu zasłon dymnych „Piorun” nie został trafiony. Natomiast druga i trzecia salwa „Pioruna” miały być, według obserwatorów, celne. Naprowadzone przez „Pioruna” pozostałe okręty 4. dywizjonu około 23.30 skoncentrowały się w pobliżu „Bismarcka”. O 23.45 kmdr Vian rozkazał wykonać atak torpedowy na „Bismarcka” sposobem „divergent or by subdivisions” (tłumaczenie Pertka: z oskrzydleniem lub półdywizjonami). Sposób ataku z oskrzydleniem w instrukcji Royal Navy nie był jednak znany kmdr. por. Pławskiemu ani oficerowi łącznikowemu Royal Navy na pokładzie „Pioruna” por. E.F. Haymanowi, toteż kmdr por. Pławski postanowił przyłączyć się do lidera swojego półdywizjonu – HMS „Maori”, i stosować do jego sygnałów. Ten jednak nie nadawał żadnych sygnałów do „Pioruna”, w związku z tym kmdr Pławski postanowił atakować samodzielnie jako ostatni, aby nie przeszkadzać pozostałym niszczycielom, a w międzyczasie manewrować tak, by ściągać na siebie uwagę „Bismarcka”. O 23.50 „Bismarck” wystrzelił ostatnia salwę w kierunku „Pioruna” i wkrótce potem zniknął w ciemnościach z pola widzenia obserwatorów z „Pioruna”. O godzinie 0.30 obserwatorzy dostrzegli inną sylwetkę w namiarze prawo 30°, „Piorun” zmienił kurs na zbliżenie, jednak nie wykrył celu. Natomiast radar na „Piorunie” wykazał kontakt z okrętem w namiarze lewo 20°. Próby odnalezienia źródła tego echa radarowego nie powiodły się, kmdr por. Pławski na podstawie tego, że pozycja echa radarowego względem osi okrętu nie zmieniała się pomimo dokonywania zwrotów, uznał, że echo to jest wynikiem defektu radaru. W związku z tym postanowił poszukiwać „Bismarcka” w rejonie, do którego ów dopłynąłby, gdyby kontynuował rejs według kursu zaobserwowanego podczas potyczki artyleryjskiej. Pomiędzy 0.30 a 2.54 pozostałe niszczyciele 4. dywizjonu okresowo traciły i ponownie odzyskiwały kontakt z „Bismarckiem”, udało im się przeprowadzić kilka ataków torpedowych, jednak bez trafień. Kontaktu z „Bismarckiem” przez resztę nocy nie odzyskano z powodu fatalnej widoczności, ograniczanej przez ciemności i silne opady deszczu do ok. kilkuset metrów. O godzinie 5.00 kmdr Vian, wiedząc że zapasy paliwa na „Piorunie” są niskie, nakazał kmdr. por. Pławskiemu powrót do bazy. Jednak ten, po konsultacji z mechanikiem, kmdr. ppor. inż. J. Wielogórskim co do stanu zapasów paliwa i przewidywanego zużycia paliwa, jeszcze przez 2 godziny przeszukiwał rejon, w którym spodziewał się znaleźć „Bismarcka”, i dopiero o godzinie 7, gdy już dniało i pozostałe okręty alianckie odszukały niemiecki pancernik, zawrócił do Anglii. „Bismarck” został zatopiony przez brytyjskie okręty liniowe 27 maja 1941 o godz. 10.37.

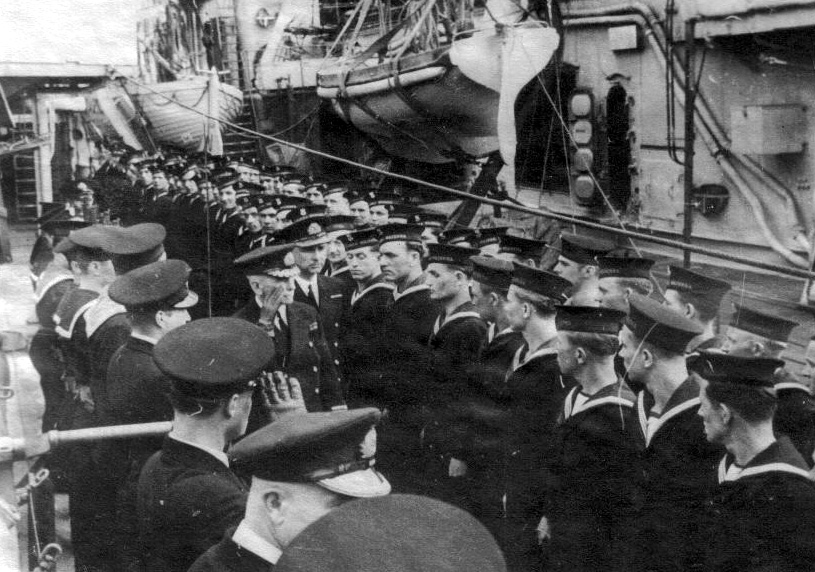
Załoga ORP „Piorun” wizytowana na okręcie przez wiceadmirała Świrskiego, po powrocie z operacji przeciw „Bismarkowi”

W drodze powrotnej do bazy „Piorun” odpierał ataki sił Luftwaffe, skierowanych na pomoc „Bismarckowi”. Do Devonport okręt zawinął 28 maja 1941 roku o godzinie 9.40, z jedynie 30 tonami paliwa, ze znacznym przechyłem i uszkodzeniami spowodowanymi przez sztorm (m.in. urwane łańcuchy mocujące sprzęty pokładowe, powyrywane zamki szafek) – kmdr Pławski wspomina, że okręt robił żałosne wrażenie.
Po powrocie na ręce dowódcy „Pioruna” spłynęły liczne telegramy i listy z gratulacjami za akcję przeciwko „Bismarckowi”, m.in. od dowódcy 4. flotylli niszczycieli, od dowódcy „Western Approaches Command”, od dowódcy Home Fleet adm. Johna Toveya, od Naczelnego Wodza gen. Władysława Sikorskiego i od Prezesa Rady Narodowej, Ignacego Paderewskiego. Walka „Pioruna” z „Bismarckiem” zyskała duży rozgłos, pisało o niej wiele angielskich gazet. W uznaniu zasług kilka miesięcy po tej akcji na wniosek Admiralicji król Jerzy VI odznaczył kmdr. por. E. Pławskiego oraz kpt. K. Hessa Distinguished Service Cross, a bosmana Bolesława Łasę i mata Edwarda Doleckiego – Distinguished Service Medal. Kierownictwo MW na wniosek kmdr. por. S. Hryniewieckiego wszczęło postępowanie wyjaśniające w sprawie niewykonania przez kmdr. por. E. Pławskiego ataku torpedowego na „Bismarcka”, jednak komisja, nie mogąc dopatrzyć się uchybień w postępowaniu dowódcy „Pioruna” podczas akcji, nie postawiła mu żadnych zarzutów. Za akcję przeciwko „Bismarckowi” wielu członków załogi „Pioruna” (w tym dowódca okrętu i oficer artylerii) zostało uhonorowanych Krzyżami Walecznych.

#### W konwojach na Atlantyku i Morzu Północnym

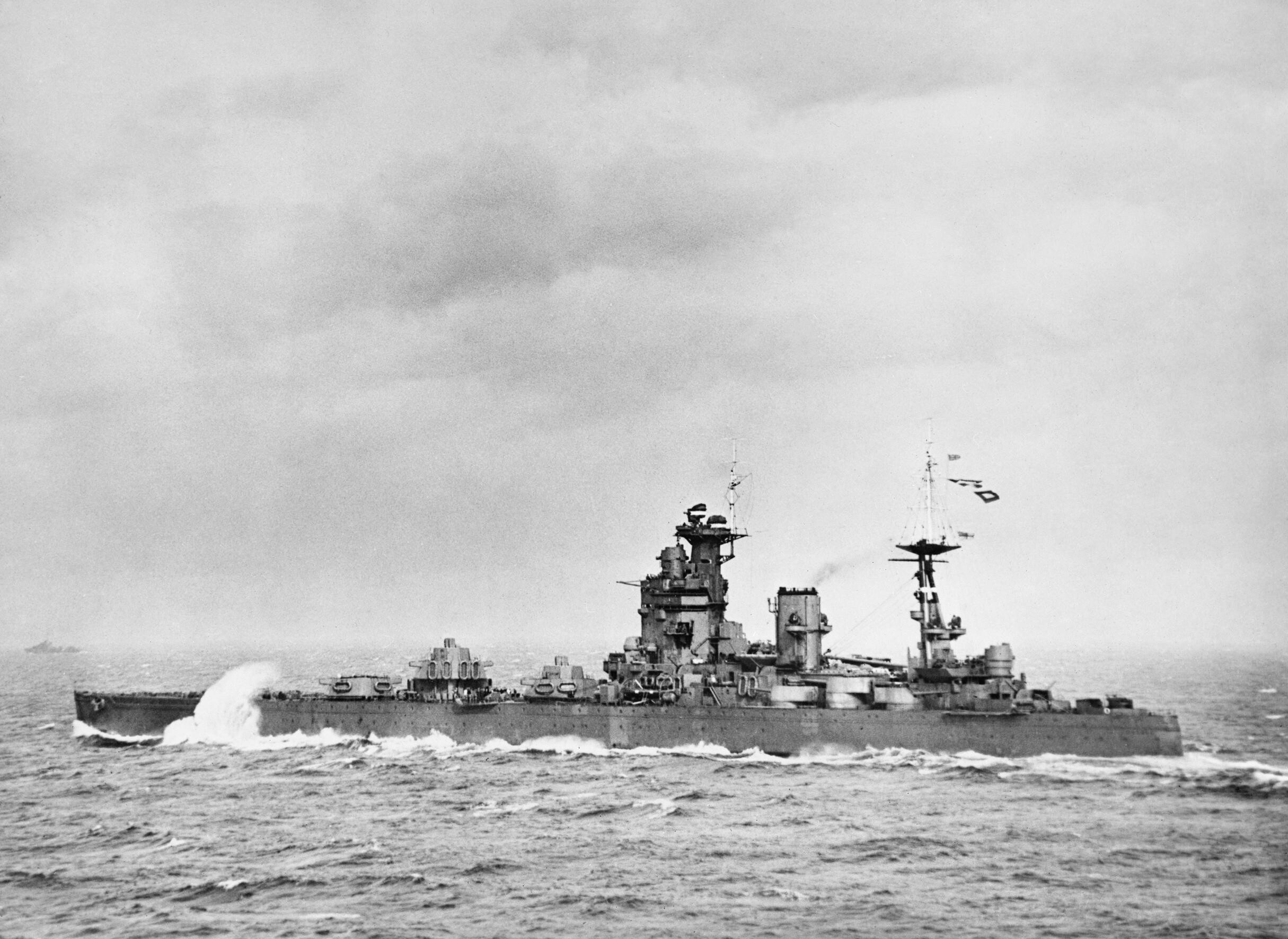
OPR „Piorun” często eskortował główne okręty Royal Navy – tutaj na zdjęciu pancernik HMS „Nelson”. W trakcie operacji „Halberd” pancernik ten został storpedowany przez włoskie lotnictwo, a „Piorun” eskortował go w drodze powrotnej do Gibraltaru. Wyznaczenie polskiego okrętu do zadań w ochronie najcenniejszych okrętów Royal Navy było wyrazem zaufania w umiejętności dowódcy i załogi „Pioruna”.

Od 31 maja 1941 okręt był ponownie w służbie konwojowej i patrolowej na Atlantyku – eskortował konwoje WS8X, SL76, TC12, HG69, WS10, WS11 . Od 22 lipca pozostałe niszczyciele flotylli, do której przydzielono „Pioruna”, nosiły wymalowane na kominach nowe oznaczenie – biało-czerwone prostokąty, co było kurtuazyjnym ukłonem w stronę polskiego okrętu flotylli. 3 września OORP „Piorun” i „Garland” odkomenderowano z eskorty konwoju w okolicach Azorów w celu udzielenia pomocy storpedowanemu frachtowcowi m/s „Fort Richepance”. Statek zatonął zanim został odnaleziony przez polskie okręty, udało im się jednak uratować 26 marynarzy oraz 10 lotników amerykańskich podróżujących tym frachtowcem do Anglii.
14 września „Piorun” (oraz „Garland”) dołączyły do eskorty konwoju WS-11X, płynącego przez Gibraltar z zaopatrzeniem do Malty (operacja „Halberd”) – „Piorun” przydzielony został do Force H adm. J. Somerville’a. W trakcie operacji stanowił osłonę bezpośrednią lotniskowca HMS „Ark Royal”, uratował jednego z brytyjskich pilotów, który musiał wodować wskutek uszkodzeń maszyny po walce powietrznej z samolotami włoskimi, następnie został odkomenderowany do osłony uszkodzonego pancernika HMS „Nelson”, wraz z którym powrócił do Gibraltaru. Stamtąd wraz okrętami Home Fleet powrócił do Anglii w eskorcie kolejnego konwoju.

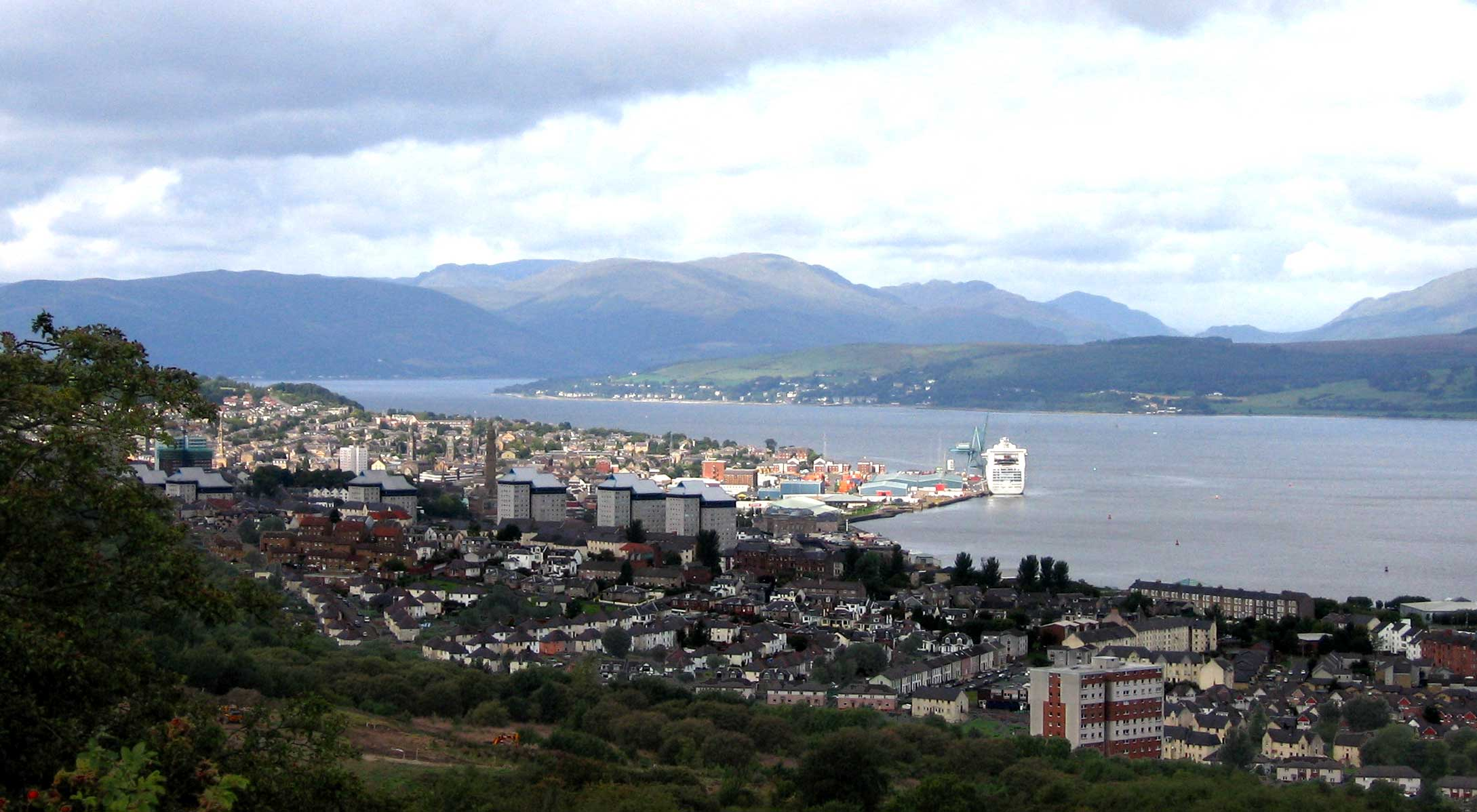
Widok na Greenock, szkockie miasto portowe nad rzeką Clyde, w którym podczas służby konwojowej na północnym Atlantyku bazował ORP „Piorun”.

W dniach od 17 do 26 października eskortował konwój CT04 z Greenock do Halifaxu (w trakcie rejsu 23 października na krótko opuścił konwój w celu uzupełnienia paliwa i wody w porcie St. John’s na Nowej Fundlandii). W drodze powrotnej w dniach od 4 do 12 listopada 1941 eskortował z Halifaxu do portów Szkocji konwój TC14A, w skład którego wchodziły dwa transportowce i liniowiec s/s „Pasteur”, przewożące żołnierzy i sprzęt kanadyjskiej 5 Dywizji Pancernej. Po remoncie i modernizacji, trwającym od 18 grudnia do lutego 1942 roku, przeprowadzał patrole na Morzu Irlandzkim i ponownie eskortował konwoje transatlantyckie. Od 26 lutego 1942 był w eskorcie konwoju ON-70 do Halifaxu („Piorun” był okrętem flagowym dowódcy zespołu eskorty, kmdr. Hendersona). W obronie tego konwoju 11 marca dokonał ataku na zanurzony okręt podwodny – na „Piorunie” uznano, że U-boot został zatopiony, nie uzyskano jednak potwierdzenia, czy atak zakończył się pełnym sukcesem. 16 marca dotarł do Argentii, drobne uszkodzenia, które powstały podczas sztormu na Atlantyku, naprawiono w porcie z pomocą okrętu-bazy USS „Prairie”. 21 marca okręt wyruszył w drogę powrotną w eskorcie konwoju SC-75. Do Anglii konwój dotarł w nocy z 1 na 2 kwietnia. „Piorun” odszedł do stoczni w Greenock w celu przeczyszczenia kotłów.
W dniach 8 kwietnia-16 kwietnia 1942 roku „Piorun” wraz z HMS „Churchill” przetransportowały z Anglii do Kanady rezerwy złota z banków angielskich. Zapakowane w skrzynki złoto zostało przeładowane na „Pioruna” z dwóch wagonów towarowych w porcie w Greenock, i umieszczone w rufowej komorze amunicyjnej, która została zapieczętowana. Na każdym z okrętów znajdowało się po 5 ton złota. Po uzupełnieniu paliwa w Londonderry obydwa okręty w okolicy latarni Orsay dołączyły do zmierzającego do Halifaxu konwoju CT-14, w którym znajdowały się m/s „Letitia” i m/s „Batory”. Konwój szedł z dużą (12–13 węzłów) szybkością, w początkowej fazie korzystał z eskorty lotniczej. W trakcie rejsu konwój napotkał sztormową pogodę – na „Piorunie” wskutek uderzeń fal doszło do obluzowania nitów w kadłubie i zatopienia dziobowej (nr 1) komory amunicyjnej. Pomimo ogłaszania alarmów przeciwpodwodnych konwój dotarł do Halifaxu nieatakowany i bez strat. 22 kwietnia „Piorun” wyruszył z Halifaxu do Argencji, tam 30 maja dołączył do eskorty konwoju SC-98, który odprowadził do Anglii. Po powrocie 9 maja do Greenock, ze względu na uszkodzenia, okręt musiał udać się na remont kapitalny do stoczni Gladston Dock i Clouver Dock w Liverpoolu, gdzie przebywał do 29 maja.
Po powrocie do służby okręt do października 1942 roku uczestniczył w eskortowaniu transantlantyckich konwojów (ONS98, HX194, ON121, HX202, ONS126, HX207), we współdziałaniu z różnymi grupami eskortowców (m.in. 25. Escort Group, 2. Escort Group i grupą B3). Od 1 października znajdował się w stoczni w Dundee, gdzie dokonano remontu i modernizacji, do 8 grudnia trwało szkolenie załogi i próby odbiorcze.
19 grudnia 1942 roku „Piorun” został odkomenderowany do sił Home Fleet bazujących w Scapa Flow. Uczestniczył w patrolach na Morzu Północnym oraz w eskortowaniu konwojów do i z Murmańska (RA51, JW52, RA52, JW53, RA53). W trakcie służby we współdziałaniu z siłami głównymi Home Fleet był 16 stycznia 1942 roku wizytowany przez Pierwszego Lorda Admiralicji Alberta Alexandra. 1 kwietnia 1943 roku został przebazowany do Plymouth, gdzie przeszedł remont. Uczestniczył następnie w eskortowaniu okrętów głównych Home Fleet na trasach w pobliżu Wielkiej Brytanii. Od maja do czerwca przebywał w stoczni w Devonport na remoncie.

### Morze Śródziemne, 1943
1 czerwca niszczyciel opuścił stocznię i wraz z HMS „Rodney” przeszedł do Scapa Flow, gdzie rozpoczął przygotowania do rozpoczęcia służby w nowym rejonie operacyjnym – na Morzu Śródziemnym. W połowie czerwca „Piorun” opuścił Scapa Flow jako element eskorty brytyjskich pancerników HMS „Rodney” i HMS „Nelson” oraz lotniskowca HMS „Indomitable”, udających się do Gibraltaru, a stamtąd do Algieru i Mers-el-Kebir w związku z przygotowaniami do otwarcia drugiego frontu w Europie. „Piorun” przydzielony był do 4. flotylli niszczycieli. Od 6 lipca 1943 wchodził w skład 24. flotylli niszczycieli, osłaniającej Force H: zespół pancerników i lotniskowców RN wyznaczonych do wsparcia i zabezpieczenia operacji „Husky”, pod dowództwem wiceadm. A.U. Willisa. „Piorun” brał udział w akcjach patrolowych, osłonie konwojów, ostrzeliwaniu pozycji artylerii nadbrzeżnej i wsparciu sił desantowych, działał w oparciu o port Grand Harbour na Malcie. 15 lipca wspólnie z pozostałymi okrętami eskorty Force H uczestniczył w zniszczeniu samolotu torpedowego, który skutecznie zaatakował lotniskowiec HMS „Indomitable”. „Piorun” odprowadził uszkodzony okręt na Maltę. Stamtąd wychodził na patrole wzdłuż wybrzeży Sycylii i Włoch kontynentalnych w składzie różnych zespołów operacyjnych. 21 lipca wraz z zespołem sił lekkich RN (krążowniki HMS „Aurora” i HMS „Penelope” oraz 5 niszczycieli) uczestniczył w bombardowaniu artyleryjskim Crotone w Kalabrii, wystrzelił wówczas 160 pocisków. Osłaniał siły desantowe podczas operacji „Baytown” (lądowanie w Kalabrii) oraz operacji „Avalanche” (lądowanie w zatoce Salerno). W jej trakcie 8 września zgłosił zestrzelenie samolotu atakującego aliancki zespół operacyjny, a 9 września dokonał kilku ataków na namierzone okręty podwodne – po jednym z nich zauważono dużą ilość ropy wypływającej na powierzchnię. W trakcie operacji w zatoce Salerno 15 września udaremnił atak dwóch włoskich ścigaczy na okręty alianckie. Ostatnią akcją „Pioruna” w ramach inwazji Włoch było odprowadzenie 23 września 1943 roku do Malty monitora HMS „Erebus”. Po kapitulacji Włoch eskortował z Brindisi do Malty włoski konwój, w skład którego wchodził krążownik „Scipione Africano”, na którego pokładzie podróżowali król Włoch Wiktor Emanuel III oraz marszałek Pietro Badoglio. Od 1 października do 10 listopada uczestniczył w patrolach, osłonie przebazowania okrętów głównych Home Fleet pomiędzy Maltą, Brindisi, Bari, Gibraltarem, Bizertą i Neapolem. 10 listopada wyruszył z Mers-el-Kebir do Anglii, odprowadzając francuski pancernik „Richelieu”. Do Devonport dotarł 19 listopada.

### Atlantyk, 1943-1945
Po remoncie, który trwał od 6 grudnia do 19 stycznia 1944 roku, „Piorun” przydzielony został do 3. flotylli niszczycieli bazującej w Scapa Flow. Ponownie brał udział w osłonie atlantyckich konwojów i w służbie patrolowej. 24 lutego dołączył do zespołu operacyjnego, którego zadaniem było zwalczenie żeglugi u wybrzeży Norwegii, jednak ze względu na złe warunki atmosferyczne akcja ta (operacja „Bayleaf”) została przerwana. Okręt otrzymał następnie czasowy przydział do 17. flotylli niszczycieli bazującej w Plymouth, z którą odbył szereg ćwiczeń, a pomiędzy 10 a 12 marca 1944 uczestniczył w szkoleniowej operacji desantowej (operacja „Fox” – desancie około 50 tys. żołnierzy alianckich w południowej Anglii, który miał być zaprawą przed desantem we Francji).

#### W operacji „Tungsten”
W kwietniu 1944 roku „Piorun” wszedł w skład sił Home Fleet przeprowadzających operację „Tungsten”, mającą na celu wyeliminowanie niemieckiego pancernika „Tirpitz”, stacjonującego w norweskich fjordach. Podczas pierwszej odsłony operacji, w dniach 1–7 kwietnia „Piorun” eskortował zespół zbiornikowców floty, zapewniających zaopatrzenie sił uderzeniowych w paliwo. „Piorun” uczestniczył także w kolejnych wypadach przeciwko „Tirpitzowi” i żegludze niemieckiej wzdłuż wybrzeży Norwegii, w dniach 13–17 kwietnia, 20–26 kwietnia i 3–7 maja (podczas tego ostatniego doznał uszkodzeń spowodowanych przez sztorm, ponieważ doszło do przecieków kadłuba musiał po powrocie udać się na remont w suchym doku), a także w dniach 12–22 maja. „Tirpiz” w wyniku ataków lotnictwa pokładowego z lotniskowców Home Fleet został poważnie uszkodzony, jednak ostateczny cios zadały mu 12 listopada 1944 roku samoloty RAF.

#### W operacji „Neptune”

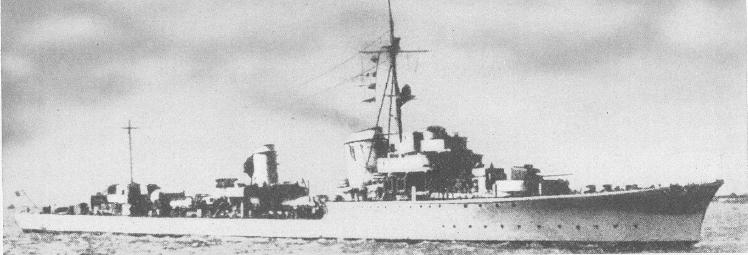
Niszczyciel typu 1936A (popularnie nazywanego typem „Narvik”). Dwa takie niszczyciele wchodziły w skład zespołu okrętów Kriegsmarine, z którymi w nocy 8/9 czerwca 1944 stoczyła zwycięską walkę 10. flotylla niszczycieli, w skład której wchodziły m.in. ORP „Piorun” i „Błyskawica”.

W celu osłony planowanych działań desantowych w Normandii (operacja „Neptune”), 24 maja 1944 przesunięto do Plymouth 10. flotyllę niszczycieli, której dowództwo objął kmdr B. Jones. W skład tej flotylli, oprócz jednostek brytyjskich i kanadyjskich, weszły również OORP „Piorun” i „Błyskawica” (wraz z niszczycielami HMS „Eskimo” i HMS „Javelin” tworzyły 20. dywizjon, dowodzony przez kmdr. por. K. Namieśniowskiego z „Błyskawicy”). Okręty tej flotylli miały zwalczać okręty podwodne i nawodne w zachodniej części kanału La Manche.
W trakcie zabezpieczania żeglugi alianckiej podczas inwazji na kontynent „Piorun” uczestniczył w bitwach morskich pod Ouessant i pod Jersey oraz w zatopieniu niemieckiego przerywacza zagród pod La Pallice:

##### Bitwa pod Ouessant

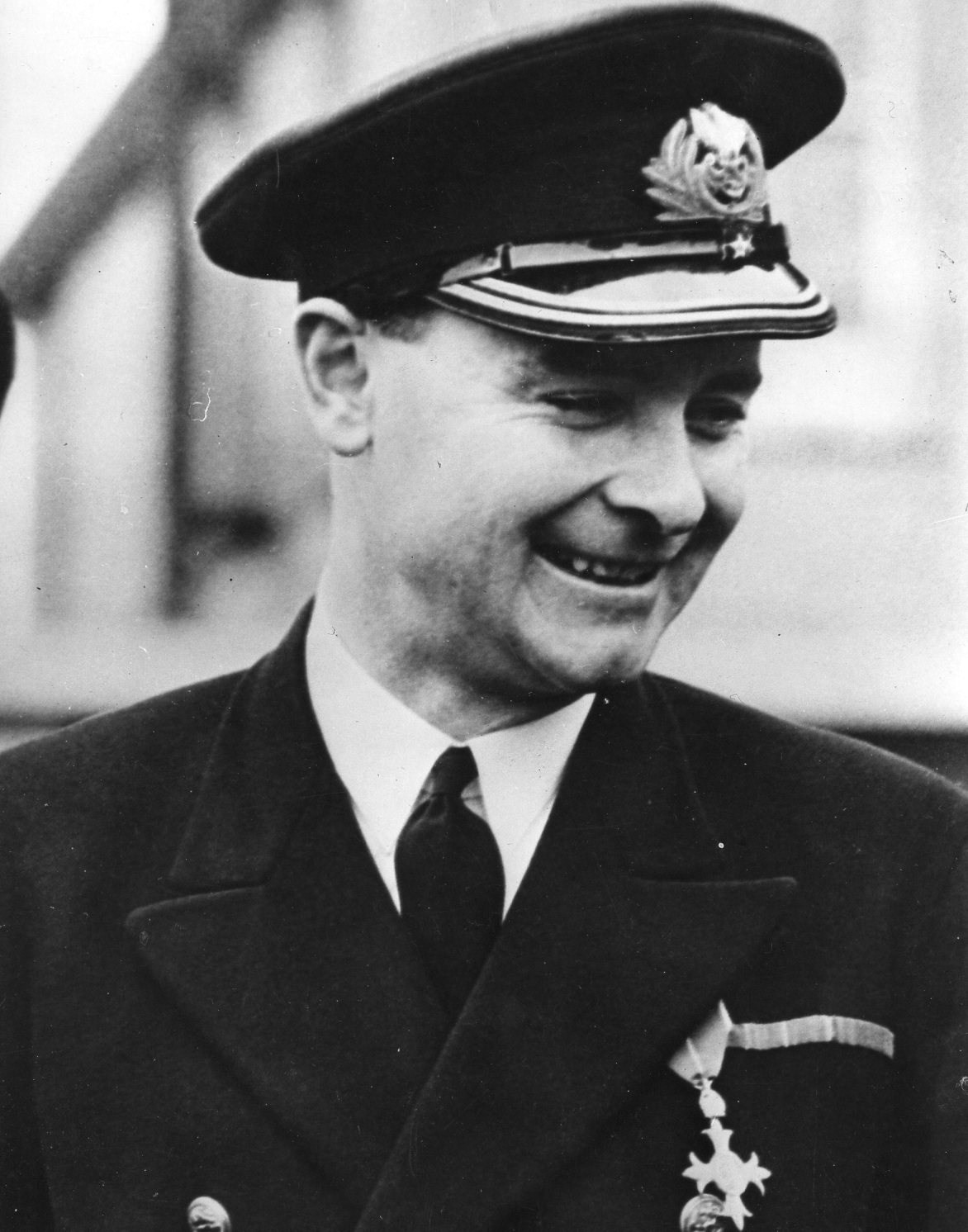
Kmdr ppor. Tadeusz Gorazdowski był dowódcą ORP „Piorun” m.in. w trakcie operacji „Neptune”, podczas zwycięskich bitew pod Ushant, Jersey i podczas zatopienia przerywacza zagród „Sauerland”

Od 6 czerwca 1944 roku okręty 10. flotylli patrolowały w systemie rotacyjnym (jeden dywizjon w morzu, drugi uzupełnia paliwo w porcie) wody zachodniej części Kanału La Manche. 8 czerwca o godz. 9.45 okręty 20. dywizjonu wyszły z Plymouth aby zmienić przebywający na morzu 19. dywizjon. Jednak po informacji z rozpoznania lotniczego o tym, że w Breście przygotowuje się do wyjścia zespół niszczycieli niemieckich, patrol w zachodniej części Kanału odwołano, a okręty flotylli otrzymały rozkaz skoncentrowania się na północ od wyspy Batz w gotowości do przechwycenia przeciwnika. Od godziny 20.45 8 sierpnia flotylla przeczesywała z prędkością 22 węzłów rejon na północ od Brestu, uformowana w dwie kolumny dywizjonowe w odległości 2 Mm obok siebie (19. dywizjon od strony wybrzeży francuskich; 20. dywizjon od strony wód Kanału, prowadzony przez „Błyskawicę”, „Piorun” był trzeci w szyku za HMS „Eskimo”). Wieńczysław Kon, wówczas zastępca dowódcy „Pioruna”, wspominał, że ustawienie okrętów flotylli w szyku przypominało kształtem dwa romby. O godzinie 1.16 9 sierpnia HMS „Tartar”, prowadzący 19. dywizjon, uzyskał kontakt radarowy z okrętami nieprzyjaciela. Był to zespół 4 okrętów 8. flotylli niszczycieli kmdr. Th. von Bechtolsheima, w skład którego wchodziły niszczyciele Z-32, Z-24, ZH-1 i torpedowiec T-24 (torpedowiec). Okręty niemieckie również wykryły zespół aliancki, poszły na zbliżenie, wykonały atak torpedowy i zwrot, po czym otworzyły ogień artyleryjski. Okręty alianckie wykonały unik przed nadpływającymi torpedami i również otworzyły ogień artyleryjski, przy czym najbardziej zaangażowane w walkę były okręty 19. dywizjonu i czołowe 20. dywizjonu. „Piorun” włączył się do wymiany ognia o 1.30, za cel obierając czołowy okręt w szyku niemieckim (Z-32). Celny ogień niemiecki zmusił „Błyskawicę” do wykonania zwrotu i postawienia zasłony dymnej, wskutek tego i z powodu gęstych dymów spowijających akwen walki „Piorun” stracił kontakt wzrokowy z pozostałymi okrętami swojego dywizjonu, obraz radarowy był również niejasny, bo echa celów zlewały się z echami okrętów 19. dywizjonu, które w tym czasie przecięły szyk zespołu niemieckiego i niszczyły ZH-1. Pozostałe okręty niemieckie zostały rozproszone i rozpoczęły odwrót, alianckie, z wyjątkiem ciężko uszkodzonego „Tartara” i ochraniającego go HMS „Ashanti”, ruszyły w pościg. „Piorun” o godz. 2.42 odnalazł swój macierzysty dywizjon i dołączył do pościgu za Z-32, który mimo uszkodzeń podążał z prędkością 30 węzłów w kierunku Cherbourga. Okręty rozwinęły prędkość 34 węzłów i o 4.38 „Piorun” odnalazł na radarze uchodzący okręt w namiarze 128°. Od 4.49 do 5.22 Z-32 był ostrzeliwany przez 6 okrętów 10. flotylli, w konsekwencji pożarów, które na nim wybuchły, jego dowódca, kmdr. F. von Berger, zdecydował o osadzeniu okrętu na mieliźnie u wybrzeży wyspy Batz. Zespół niemiecki został rozbity – dwa niszczyciele zatopiono, dwa pozostałe okręty zmuszono do zawrócenia do Brestu. „Piorun” wraz z pozostałymi okrętami flotylli powrócił do Plymouth 9 czerwca. Po powrocie „Piorun” musiał udać się do stoczni (w której przebywał na remoncie od 10 do 12 czerwca) celem wyczyszczenia kotłów i wymiany armat artylerii głównej, które w wyniku intensywnie prowadzonego ognia uległy rozkalibrowaniu.

##### Bitwa pod Jersey
W celu przeciwdziałania akcjom ścigaczy i minowców Kriegsmarine wymierzonym w linie zaopatrzeniowe wojsk lądujących w Normandii i w celu niszczenia niemieckiej żeglugi kabotażowej okręty 10. flotylli kontynuowały patrole u północno-zachodnich wybrzeży Francji. W dniu 13 czerwca 1944 na patrol w rejon Roches Douvres (Zatoka St. Malo) skierowano dwa okręty 10. flotylli: ORP „Piorun” i HMS „Ashanti” (dowodzony przez kmdr. ppor. J.R. Barnesa). Zespołem, z racji starszeństwa, dowodził kmdr. ppor. T. Gorazdowski. W trakcie patrolu po północy „Piorun” wykrył zespół okrętów niemieckich, w skład którego wchodziło 7 dużych trałowców typu „M-1” z 24. flotylli trałowców Kriegsmarine . „Piorun” otworzył ogień o 00.38 z odległości ok. 3,5 km, w czym sekundował mu jego matelot, a 10 minut później wykonał atak torpedowy. Okręty niemieckie odpowiedziały ogniem artyleryjskim i skierowały się w kierunku St. Helier na wyspie Jersey, pod osłonę baterii artylerii nadbrzeżnej. W trakcie starcia „Piorun” został dwukrotnie trafiony, 4 członków załogi odniosło rany, w związku z awarią żyrokompasu i oświetlenia w kabinie nawigacyjnej okręt musiał ustąpić chwilowo prowadzenie w szyku „Ashanti”. W wyniku akcji zespołu alianckiego zespół niemiecki został rozbity, straty niemieckie wyniosły: 3 okręty zatopione („M-83”, „M-343” i jeden niezidentyfikowany), jeden prawdopodobnie zatopiony, dwa okręty uszkodzone, jeden prawdopodobnie uszkodzony. Zespół aliancki powrócił do Plymouth 14 czerwca o godz. 8.00.
Za akcję pod Jersey załoga „Pioruna” otrzymała 17 czerwca 1944 roku pochwałę od szefa KMW, wiceadm. J. Świrskiego, a 3 maja 1945 roku dowódca „Pioruna” kmdr. ppor. T Gorazdowski i oficer artylerii por. mar. Jerzy Tumaniszwili zostali uhonorowani Krzyżem Srebrnym Orderu Wojennego Virtuti Militari V klasy, podobnie za męstwo i odwagę przy ratowaniu płonącego parku amunicyjnego przy jednym z dział „Pioruna” podczas tej bitwy uhonorowany został bosman Józef Wojciechowski. Ponadto za bitwę pod Jersey 4 oficerów, 16 podoficerów i 14 marynarzy z załogi „Pioruna” odznaczono Krzyżami Walecznych.
W okresie od czerwca do sierpnia „Piorun” (z dwutygodniową przerwą na remont od 8 do 30 lipca) uczestniczył w patrolach na wodach Kanału La Manche i w Zatoce Biskajskiej. W dniach 30 lipca – 3 sierpnia 1944 „Piorun” uczestniczył w operacji zespołu Force 26 (w skład którego wchodził lotniskowiec HMS „Striken”, krążowniki HMS „Diadem”, HMS „Bellona”, 6 niszczycieli 10. flotylli, 3 niszczyciele 11. flotylli) przeciwko żegludze na Biskajach. W trakcie tych patroli nie napotkał jednak nieprzyjacielskich okrętów, kontrolował jedynie francuskie kutry rybackie, był natomiast pod ostrzałem baterii ciężkiej artylerii nadbrzeżnej – 8 sierpnia pod Île de Belle wykrył nierozpoznaną baterię 280 mm, namiary na nią przekazał lotnictwu.

##### Zatopienie przerywacza zagród „Sperrbrecher 7”
10 sierpnia 1944 roku „Piorun” w składzie zespołu Force 28, dowodzonego przez kmdr. Erica Clifforda, wyszedł z Plymouth na patrol bojowy na wody Zatoki Biskajskiej. Dowódca zespołu był zaokrętowany na krążowniku HMS „Diadem”, w skład zespołu wchodził ponadto niszczyciel HMS „Onslow”. Celem patrolu było zwalczanie żeglugi nieprzyjacielskiej na Biskajach, rozpoznanie rejonu portu San Jean de Luz i jego urządzeń obronnych oraz sprawdzenie, czy garnizony niemieckie w portach w południowej części Zat. Biskajskiej nie zostały ewakuowane. Zespół przemierzał Biskaje w szyku czołowym, z krążownikiem w środku formacji i niszczycielami po obu burtach, z prędkością około 25 węzłów. W trakcie marszu 11 sierpnia „Onslow” zatrzymał i skontrolował 2 francuskie łodzie rybackie. Tego samego dnia okręty zbliżyły się do wyspy Île de Re i zostały ostrzelane przez 305 mm baterię artylerii nadbrzeżnej pod Point de la Combie. W nocy 12/13 sierpnia zespół aliancki zbliżył się do portu Sain Jean de Luz. Wykorzystując ciemności i poranne mgły, kryjące okręty przed spostrzeżeniem i rozpoznaniem przez niemieckie baterie artylerii nadbrzeżnej, okręty zmieniły szyk na torowy („Piorun” podążał jako drugi za krążownikiem) i podeszły na odległość ok. 4 Mm od portu, gdzie manewrowały, czekając na polepszenie widoczności. O godzinie 6.00 przejaśniło się a mgła podniosła się, co umożliwiło artylerzystom niemieckim otwarcie ognia do okrętów zespołu. Na podstawie kolorów fontann wodnych, wzbudzanych przez wybuchające pociski, stwierdzono, że ogień prowadzą przynajmniej trzy baterie. Choć żaden z okrętów nie został bezpośrednio trafiony, to pociski padały bardzo blisko (w odległości 10–20 m od okrętów, przy „Piorunie” i w jego śladzie torowym upadło 14 salw), a odłamki zraniły m.in. dowódcę zespołu na HMS „Diadem”. Okręty zespołu zostały zmuszone do odejścia, postawiły zasłonę dymną, która jednak nie była skuteczna – zanim okręty wyszły z zasięgu baterii nadbrzeżnych te oddały około 135 salw.
Zespół skierował się na północ, w kierunku La Rochelle, w szyku czołowym. Około godz. 11 otrzymano wiadomość od samolotów 404 Dywizjonu Coastal Command o konwoju niemieckim, który próbuje wyjść z tego portu na zachód. O ile mniejsze jednostki tego konwoju (3 trałowce) uległy tego dnia atakom lotniczym, to największa jednostka, którą później okazał się być przerywacz zagród minowych „Sperrbrecher 7” (ex-m/s „Sauerland”), uzbrojony w dwie armaty kalibru 105 mm, 2-8 armat plot. 37 mm i 12 armat 20 mm, mimo uszkodzeń w dalszym ciągu prowadziła silny ogień przeciwlotniczy (jeden Bristol Beaufighter został przezeń zestrzelony). Sygnaliści „Pioruna” mimo słabej widoczności pierwsi wypatrzyli płynący z prędkością 10 węzłów okręt, został on przechwycony i celnie ostrzelany przez obydwa niszczyciele. Wybuchły na nim pożary, załoga ewakuowała się na łodziach ratunkowych (po zaobserwowaniu ewakuacji okręty alianckie przerwały ogień), jednak przerywacz zagród nie tonął. „Piorun” otrzymał rozkaz storpedowania jednostki – wystrzelono jedną torpedę, która trafiła „Sperrbrecher 7” na wysokości śródokręcia, bliżej rufowego masztu, w wyniku czego okręt zatonął o godzinie 16.30 na pozycji 46°05,07′N 01°41,8′W. Jest to najlepiej udokumentowane zatopienie nieprzyjacielskiego okrętu przez strzał torpedowy wykonany przez okręt MW (zobacz w sekcji Linki zewnętrzne). „Sperrbrecher 7”, którego pojemność wynosiła 7067 BRT, był największą jednostką zatopioną przez okręt nawodny MW w trakcie II wojny światowej.
Po zatopieniu „Sperrbrecher 7” okręty Force 28 skierowały się na północ, do Plymouth powróciły 14 sierpnia 1944 roku.

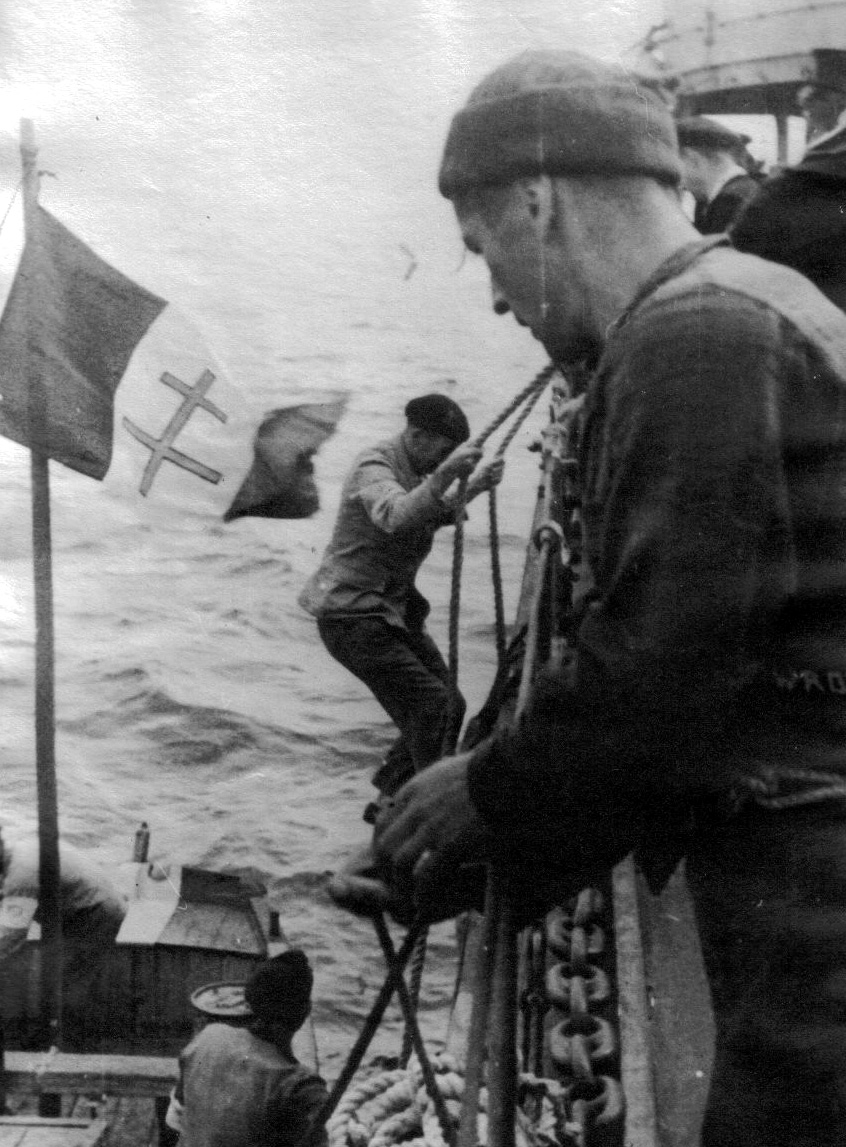
W trakcie patroli na kanale La Manche i Biskajach „Piorun” kontaktował się z członkami francuskiego ruchu oporu (na zdjęciu przy burcie okrętu widoczna łódź z flagą Wolnej Francji), którym dostarczano pomoc materiałową

Na kolejnym patrolu w Zatoce Biskajskiej (20 sierpnia 1944) „Piorun” stoczył pojedynek artyleryjski z bateriami nadbrzeżnymi na wyspie Île d’Yeu. W tym okresie służby „Piorun” przewoził też zaopatrzenie i broń dla członków francuskiego ruchu oporu na atlantyckie wybrzeże Francji, a także przyjął na pokład 7 rodaków, którzy zbiegli po przymusowym wcieleniu do Wehrmachtu. Okręt uczestniczył w patrolach biskajskich do 25 października 1944 roku, następnie został skierowany do eskorty transatlantyków („Queen Elisabeth”, „Dominion Monarch”, „Aquitania”) na trasach pomiędzy Anglią a Ameryką i Kanadą. 18 grudnia 1944 podczas przeprowadzania konwoju u wybrzeży Kornwalii zaobserwowano z pokładu „Pioruna” na wysepce Wolf Rock rozbitków z, jak się później okazało, U-1209, który w trakcie próby przechwycenia alianckiego lotniskowca został przez prądy pływowe rzucony na skały u podnóża tej wysepki.

### Losy powojenne
Po zakończeniu działań wojennych „Piorun” wziął udział w operacji „Deadlight” – zatapianiu niemieckich U-bootów, które zostały przejęte przez aliantów po podpisaniu aktu kapitulacji przez III Rzeszę, a które nie zostały przekazane marynarkom wojennym aliantów. Okręt działał w ramach 17. flotylli niszczycieli, dowodzonej przez kmdr. St. J.A. Micklethwaita. Był okrętem artyleryjskim w grupie „B”, którego zadaniem było zatapianie ogniem artyleryjskim tych U-bootów, które zerwały się z holu lub w których zawiodły założone ładunki wybuchowe. Okręt wyprowadzał U-booty zgromadzone w Loch Ryan pomiędzy 26 listopada a 23 grudnia 1945 oraz te z Lisahally od 30 grudnia do 4 stycznia 1946, kiedy to został zastąpiony przez ORP „Garland”. W trakcie tych rejsów „Piorun” zatopił 6 U-bootów (U-149, U-318, U-1022, U-244, U-2502 i U-764).
Jako tzw. emergency-destroyer przez kilka miesięcy (w okresie od maja do listopada 1945) uczestniczył w dostarczaniu pomocy humanitarnej dla uchodźców, osób uwolnionych z niemieckich obozów pracy przymusowej i obozów jenieckich na terenach Danii, Norwegii, Holandii i Francji. W trakcie wizyty w Kopenhadze 10 sierpnia 1945 roku rozpoznano z „Pioruna” zarekwirowane przez Niemców i pływające pod banderą niemiecką jako „Okshöft” i „Rikshöft” trałowce OORP „Mewa”, „Czajka” oraz holownik „Tur”.
Na mocy porozumienia z brytyjską Admiralicją „Piorun” został wycofany ze służby w Marynarce Wojennej o godzinie 11.30 28 września 1946 roku i zwrócony Royal Navy, gdzie służył odtąd pod nazwą HMS „Noble” (D165). W latach 1950–1951 planowano przebudować okręt, wraz z pozostałymi czterema pozostającymi wówczas w służbie niszczycielami klasy N, na fregatę ZOP (typ 18). W końcu jednak nie doszło do tego z powodów finansowych. W trakcie służby dla marynarki brytyjskiej okręt przeszedł ostatecznie tylko przezbrojenie polegające na wymianie armaty uniwersalnej 102 mm na 5-rurową wyrzutnię torpedową kal. 533 mm. Okręt został skreślony z listy okrętów Royal Navy i przekazany do złomowania do Clayton & Davie Ltd. w Dunston 2 grudnia 1955 roku.

### Podsumowanie działalności okrętu
„Piorun” pod polską banderą przepłynął 218 tys. mil morskich – najwięcej spośród wszystkich okrętów MW, eskortował 81 konwojów (lista wyszczególniająca niektóre z konwojów eskortowanych przez „Pioruna” jest dostępna na Naval-History.net), zatopił 4 okręty, uszkodził 2, prawdopodobnie uszkodził 3, prawdopodobnie zatopił 1 okręt podwodny, zestrzelił 1 (2) samoloty. Wielokrotnie uczestniczył w potyczkach artyleryjskich z bateriami brzegowymi, uratował wielu rozbitków i zestrzelonych nad morzem pilotów, uczestniczył w utrzymywaniu kontaktu i zaopatrywaniu francuskiego ruchu oporu, akcjach niesienia pomocy humanitarnej dla uchodźców. Dla załogi był szczęśliwym okrętem – żaden z członków załogi nie poległ na jego pokładzie.

## Dowódcy

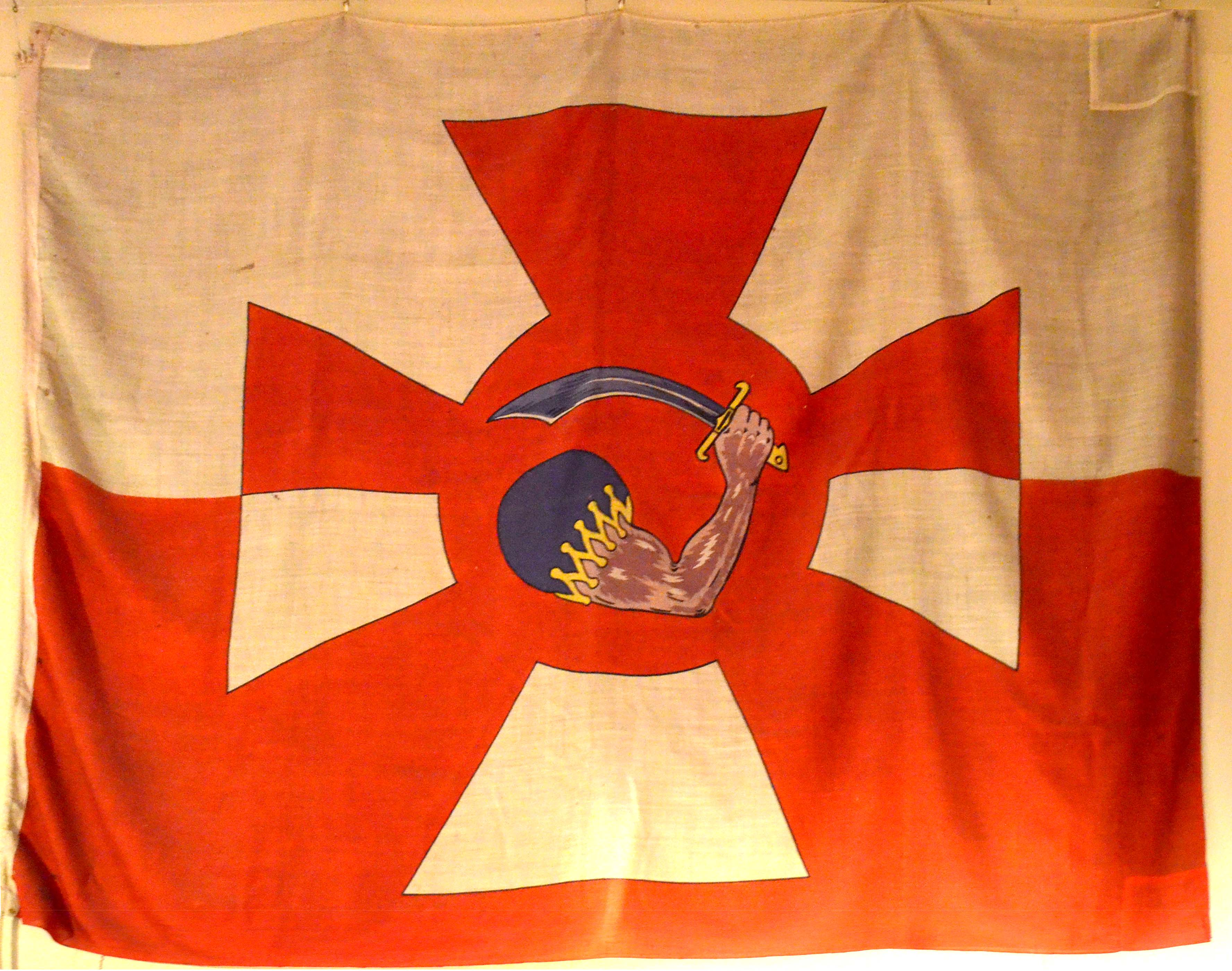
Proporzec dziobowy ORP „Piorun” przechowywany w Muzeum Wojska Polskiego w Warszawie

W okresie służby pod banderą PMW okrętem dowodzili:
- komandor Eugeniusz Pławski – 24 października 1940 – 22 grudnia 1941[123][124]
- komandor porucznik Stanisław Hryniewiecki – 17 stycznia – 24 maja 1942[125]
- komandor podporucznik Tadeusz Gorazdowski – 22 czerwca 1942 – 16 kwietnia 1943[126]
- komandor porucznik Stanisław Dzienisiewicz – 1 maja 1943 – 7 stycznia 1944[127]
- komandor podporucznik Tadeusz Gorazdowski (ponownie) – 7 stycznia 1944 – 6 stycznia 1945[126]
- komandor podporucznik Jan Tchórznicki – 7 stycznia 1945 – 21 listopada 1945[128]
- komandor podporucznik Wszechwład Maracewicz – 21 listopada 1945 – 28 września 1946[118].

Załogę okrętu początkowo stanowiła w większości uratowana część załogi „Groma”.

## ORP „Piorun” w kulturze

### Pamiątki
Zachowały się trzy bandery ORP „Piorun”, przechowywane w Muzeum Marynarki Wojennej w Gdyni . Proporzec dziobowy ORP „Piorun” oraz tablica z nazwą okrętu znajdują się w Muzeum Wojska Polskiego w Warszawie.
Tradycje nazwy okrętu kontynuuje w PMW mały okręt rakietowy projektu 660 ORP „Piorun” .

### Upamiętnienie

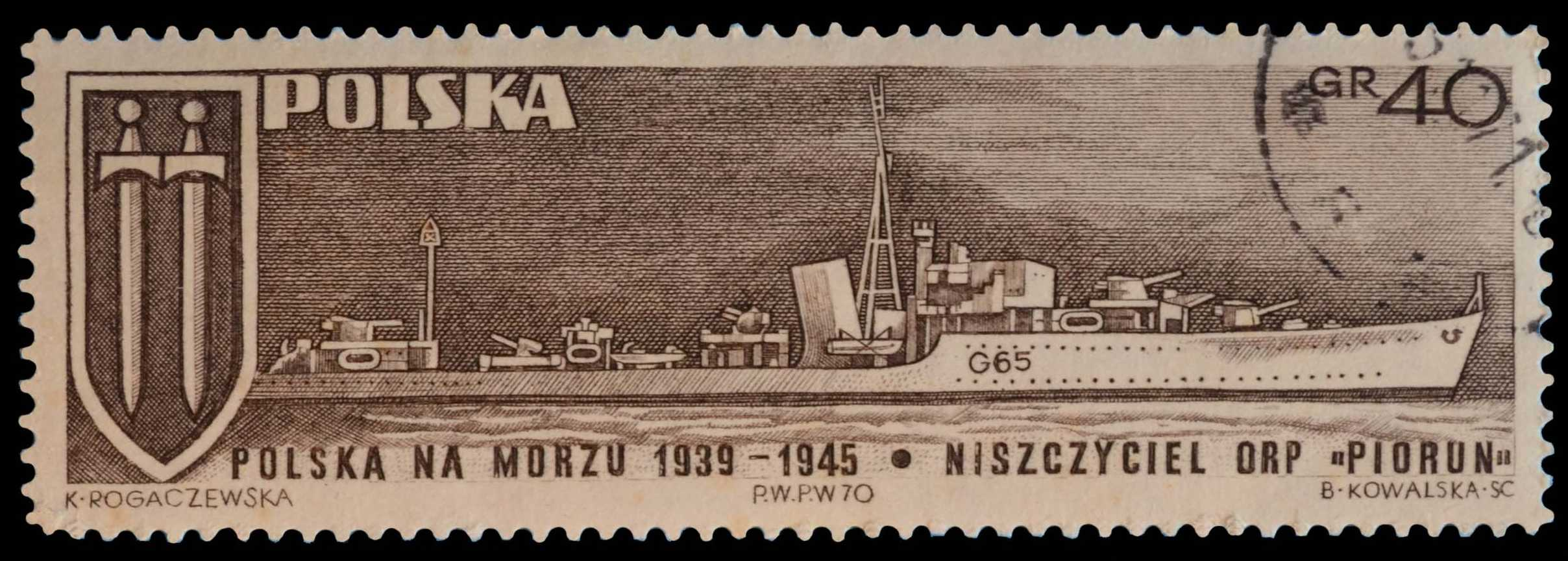
Znaczek pocztowy z serii „Polska na morzu 1939–1945” przedstawiający ORP „Piorun”

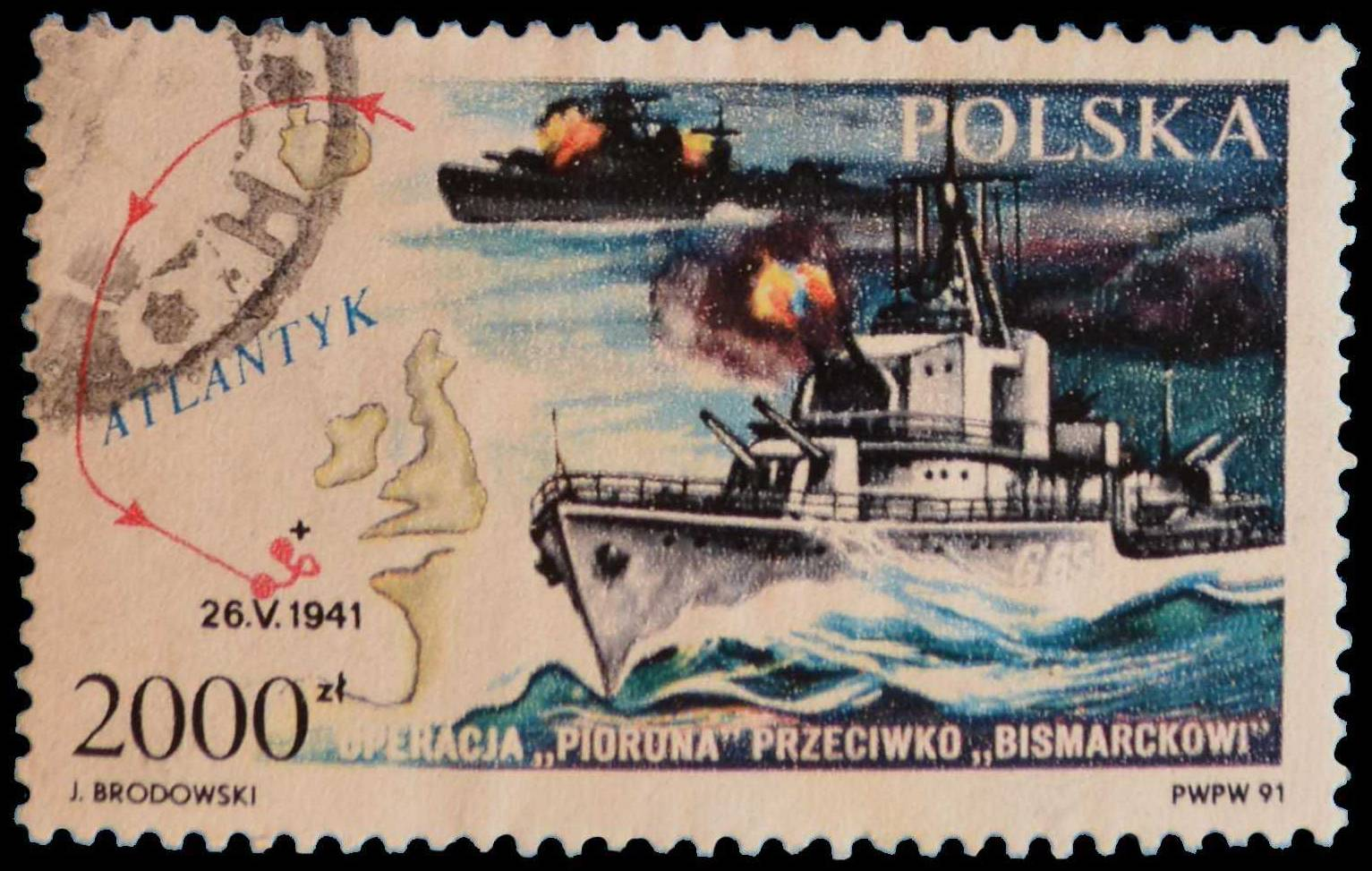
Znaczek pocztowy z serii „Polskie Siły Zbrojne na Zachodzie” wydany dla upamiętnienia 50. rocznicy udziału ORP „Piorun” w operacji, która doprowadziła do zatopienia pancernika „Bismarck”

Okręt uwieczniono na znaczkach pocztowych: w serii „Polska na morzu 1939-1945” wydanej w roku 1970 okręt jest przedstawiony na znaczku pt. „ORP Piorun” o nominale 40 gr (staloryt wykonany w PWPW)  oraz w serii „Polskie Siły Zbrojne na Zachodzie” wydanej w 1991 roku – jest przedstawiony na znaczku pt. „50 rocznica Operacji Piorun-Bismarck” o nominale 2000 zł (rotograwiura, PWPW) . Jeden z numerów serii Mały Modelarz poświęcono ORP „Piorun” . W 1994 roku na przedmieściach Glasgow odsłonięto pomnik poświęcony marynarzom ORP „Piorun”, którzy w czasie wojny podczas nalotu bombowego ratowali życie i mienie mieszkańców Glasgow.
W dniu 12 grudnia 2012 roku Narodowy Bank Polski wprowadził do obiegu monetę NISZCZYCIEL „PIORUN” z serii „Polskie Okręty”, o nominale 2 zł wykonaną stemplem zwykłym ze stopu Nordic Gold .